# Editorial Eneida
Eneida es una editorial española en lengua castellana, con sede en Madrid.

## Colecciones
Las colecciones de la editora son: "Confabulaciones", "Bestiarios", "Biblioteca ensayo", "Poesía para el tercer milenio", "Posibilidades de ser a través del arte", "Puntos de vista", "Semblanzas", "Educación para la salud", "Antologías literarias", "Volúmenes singulares", "El invisible anillo" e "Historia del presente".
También publica periódicamente dos revistas: Historia del presente e El invisibe anillo. Esta última cuatrimestralmente desde el año 2006. Ilustrada, se dedica a la poesía, el arte y la literatura.

## Reconocimiento
Eneida obtuvo en 2010 un Premio Rosa Regàs por la colección "Posibilidades de ser a través del arte".